# To (film, 1990)
To (ang. titul: It, často také Stephen King’s It) je americká filmová adaptace stejnojmenného románu z roku 1986 spisovatele Stephena Kinga. Filmové vydání bylo natočeno v roce 1990, jehož režie se ujal Tommy Lee Wallace.

## Děj
Děti z městečka Derry terorizuje zlo hmotného i nehmotného charakteru — v klaunovi jménem Pennywise. Ten má zájem o děti, a to strašit je a zabíjet. Avšak najdou se i jedinci, kteří jsou odhodlaní se tomu postavit. Mike, Billy, Richie, Eddie, Ben, Beverly a Stan jsou kamarádi, kteří jednoho dne najdou úkryt onoho zla, kam se vydají. To se jim nakonec povede zničit a boj vyhrát.
Přišel rok 1990 a každý už si žije po svém. Ve městečku Derry, kde To řádilo, se odehraje série vražd, což Mikeovi přijde podezřelé a svolá všechny své přátele zpět. Všichni dorazí až na Stana, který už nechce Tomu čelit a bojovat. Jsou tedy opět odhodlaní se s Tím setkat a zničit To nadobro.